# Adaptation (Testtheorie)
Bei der Adaptation eines psychologischen Tests an eine andere Kultur muss der Test zusätzlich zur Übersetzung in eine andere Sprache auch hinsichtlich seiner Testgütekriterien neu überprüft und neu normiert werden. Diese Qualitätssicherung in der Psychologischen Diagnostik ist notwendig, weil die Bedeutungen von Formulierungen und Symbolen ebenso wie die Verteilungen statistischer Kennwerte in verschiedenen Kulturen voneinander abweichen können. Von der International Test Commission (ITC) wurde für diesen Prozess eine Richtlinie veröffentlicht, die im Jahr 2000 noch den Titel „Test Translation and Adaptation Guidelines“ (TTAG) trug und später im Jahr 2001 nur noch „Test Adaptation Guidelines“ (TAG) genannt wurde. Die TAG wurden bereits für bedeutsame Studien wie die Third International Mathematics and Science Study (TIMSS) und die PISA-Studien eingesetzt.
Das Ziel einer Adaptation ist, dass ein Test, der in eine andere Sprache übersetzt oder an eine andere Kultur angepasst wurde, einen Aspekt in zwei oder mehr Kulturen gleichermaßen erfasst, also im Sinne von Geisinger (2003) äquivalent sind. Dabei lassen sich nach Geisinger vier Arten der Äquivalenz unterscheiden:
- sprachliche Äquivalenz: Dabei geht es nicht um eine wörtliche Übersetzung, sondern um eine Übersetzung des Sinngehalts.[3] Der Spruch: „Äpfel mit Birnen vergleichen“, müsste dementsprechend in: „to compare apples and oranges“, übersetzt werden.[3] Dabei müssen auch Bilder und Zeichen übersetzt werden.[3] Da unvertrautes Material zusätzlichen Denkaufwand für die Probanden bedeutet, müssen Bilder angepasst werden, wie beispielsweise die kulturübliche Kleidung von Personen.[3]
- funktionale Äquivalenz: Hier wird angesprochen, dass Aspekte in Tests den gleichen Zweck verfolgen und die gleiche Bedeutung haben müssen.[3] Während in Deutschland Lob dadurch ausgedrückt werden kann, dass man mit Daumen und Zeigefinger einen Ring formt, würde dieses Zeichen in Italien als Beleidigung aufgefasst.[3]
- konzeptuelle Äquivalenz: Diese Äquivalenz besteht, wenn das gleiche Konstrukt in beiden Kulturen erfasst wird.[3] Das ist der Fall, wenn das gleiche nomologische Netzwerk in der Kulturen besteht und zwischen dem gemessenen Konstrukt und anderen Konstrukten in beiden Kulturen der gleiche Zusammenhang gezeigt werden kann (divergente und diskriminative Validität).[3]
- metrische Äquivalenz: Die metrische Äquivalenz ist gegeben, wenn die Tests in ihren statistischen Kennwerten übereinstimmen.[3] Beispielsweise sollten die Items (Aufgaben oder Fragen) in ihrer Itemstatistik identisch sein (vergleichbare Verteilung der Antworten und vergleichbare Aufgabenschwierigkeit) und auch die Reliabilität sollte keinen Unterschied aufweisen.[3] Die konzeptuelle Äquivalenz sei dafür ebenso Voraussetzung.[3]

## Test Adaptation Guidelines
Die Test Adaptation Guidelines bestehen aus vier Sektionen:
- Sektion 1: Hier geht es um Richtlinien zur Konstruktäquivalenz, also um die Frage, ob das Konstrukt, das durch den Test erfasst werden soll, tatsächlich in beiden Sprachkulturen gleichermaßen existiert.[2]
- Sektion 2: Hier werden Richtlinien zur Übersetzung von Fragen, zur Erhebung von Daten und zur Prüfung der Testgütekriterien genannt. Beispielsweise sollen mindestens zwei Übersetzer beteiligt sein, die über Kenntnisse in beiden Sprachkulturen verfügen.[2]
- Sektion 3: An dieser Stelle wird behandelt, was bei der Testdurchführung mit Gruppen, die sich sprachlich und kulturell unterscheiden zu beachten ist.[2] Die Hinweise beziehen sich auf die Wahl der Testanwender, der Wahl der Testaufgaben und die Zeitbeschränkungen.[2]
- Sektion 4: Am Ende wird darauf hingewiesen, dass eine gute Testdokumentation notwendig ist.[2]